# Aurore Bergé
Aurore Bergé (ur. 13 listopada 1986 w Paryżu) – francuska polityk, deputowana do Zgromadzenia Narodowego, w latach 2023–2024 minister solidarności i rodziny, w 2024 i od 2024 minister delegowany.

## Życiorys
Kształciła się w Instytucie Nauk Politycznych w Paryżu. Współpracowała z agencjami zajmującymi się komunikacją.
Była działaczką Unii na rzecz Ruchu Ludowego i następnie Republikanów. Następnie dołączyła do ugrupowania LREM Emmanuela Macrona. W 2017 po raz pierwszy uzyskała mandat posłanki do Zgromadzenia Narodowego. Z powodzeniem ubiegała się o reelekcję w wyborach w 2022 i 2024.
W 2021 weszła w skład rady regionu Île-de-France. W 2022 została przewodniczącą frakcji deputowanych swojego ugrupowania.
W lipcu 2023 powołana na urząd ministra solidarności i rodziny w rządzie Élisabeth Borne. W styczniu 2024 w nowo utworzonym gabinecie Gabriela Attala przeszła na niższe stanowisko rządowe, objęła wówczas funkcję ministra delegowanego przy premierze odpowiedzialnego za równouprawnienie kobiet i mężczyzn oraz zwalczanie dyskryminacji. Sprawowała ją do września tegoż roku, po czym powróciła na nią w grudniu 2024, gdy powołano rząd François Bayrou.

## Życie prywatne
Była zamężna z politykiem Nicolasem Baysem; małżeństwo zakończyło się rozwodem w 2015. Później jej partnerem życiowym został polityk Grégory Besson-Moreau.